# 松岡亜音
松岡 亜音（まつおか あのん、2005年11月19日 - ）は、日本の女子プロサーファー。サーフィンコーチでサーフショップDakini Surf & Beachのオーナー・松岡秀雄は、父である。

## 経歴・人物
2005年11月19日、千葉県に生まれる。
千葉県南房総市の千倉海岸でサーフショップを営む両親の影響で、0歳から海と戯れ、3歳のときにボディーボード、4歳のときサーフィンを始める。
10歳のとき単身渡米、カリフォルニア州で修業を積む。現地の大会には自分よりも年下の選手も出場しており、刺激を受ける。また、「自分だけじゃないんだ」と思えたことは力になっている。その後LOST surfboards Japanのサポートを得る。
2018年、一般社団法人日本サーフィン連盟（NSA）のポイントランキングで「ウイメンズオープン」の総合第2位を記録。2019年には同第4位。
2019年、国際サーフィン連盟（ISA）世界ジュニア選手権の「U16 Girls」部門の日本代表に選出される。中塩佳那・都築虹帆とともに団体銅メダルを獲得。この年、第1回JAPAN OPEN最終リザルト第9位。
2021年4月、N高等学校入学。4月7日の入学式では新入生代表として宣誓を述べる。2022年のインタビューによると、レポートは「英語は早く終わるんですけど、苦手な数学は溜まりがちです（笑）」
2021年9月6日、JPSAさわかみチャレンジシリーズのプロクラストライアルに合格、プロ転向。その3日後の9月9日、茨城県東茨城郡大洗町で開催された「さわかみチャレンジシリーズ 第25回茨城サーフィンクラシック さわかみ杯 -Challenge II-」で優勝。
2022年6月、インドネシアで開催された世界プロサーフィン連盟の大会ニアス・プロの「ジュニアの部」優勝。

### その他
整体師の宮腰圭は、父の知り合いである。2歳半のとき頭蓋骨の治療を受けたが、本人は覚えていない。

## メディア出演

### テレビ
- 『ミライ☆モンスター』（フジテレビ、2018年9月23日）
- 『出没！アド街ック天国』（テレビ東京、2019年7月6日）[9]
- 『めざましテレビ』（フジテレビ、2022年4月29日）[10]
- 『都会を出て暮らそうよ』（BSテレ東、2022年9月14日）

### ラジオ
- 『OCEAN TRIBE』（bayfm、2022年4月23日）[11]

## 戦績
（特に断らない限り出典:）

### 2017年
- WSL ASIA Women's Junior Tour年間ランキング　16位
- [WSL] [WJUN] Ichinomiya Isumi Pro Junior Surfing Governor's Cup　13位
- NSA公認AA 白浜スプリングCUP ガールズ&ウィメンクラス 優勝
- 千葉チャンピオンシップ　U12GROMクラス 優勝
- カリフォルニア　@ sunbum menefune surf fest girls 11&12 優勝
- ハワイ　NORTH SHORE　HALEIWA menefune surfing championship 10-12girls 6位
- オーストラリア　RIPCURL GROM SEARCH 12&under girls 優勝

### 2018年
- WSL ASIA Women's Junior Tour年間ランキング　9位
- [NSA] 第53回全日本サーフィン選手権大会(ガールズ)　3位
- [WSL] [WJUN] Minami Boso Junior Pro　9位
- [WSL] [WJUN] Ise Shima Pro Junior 9位
- NSA公認 A SURF MEET ONJUKU OPEN WOMENクラス 優勝
- カリフォルニア　@ surfwsa #1 san onofre state park U14girl 優勝

### 2019年
- WSL ASIA Women's Junior Tour年間ランキング　7位
- WSL Women's Qualifying Series年間ランキング　180位
- [WSL][WQS] Ichinomiya Chiba Open　9位
- [NSA] 第27回ジュニアオープンサーフィン選手権大会(ガールズ)　2位
- [NSA] 第54回全日本サーフィン選手権大会(ガールズ)　2位
- [WSL] [WJUN] WJC Asia Championship　7位
- NSA公認 AA KI SURFING GAMES ガールズ＆ウィメンズクラス 優勝

### 2020年
- 第28回ジュニアオープンサーフィン選手権大会（2020）出場
- JUNIOR OPEN SURFING CHAMPIONSHIP2020 2位
- 白渚fe グロムチャレンジ2020　GIRLSクラス優勝

### 2021年
- 9月6日　JPSAさわかみチャレンジシリーズのプロクラストライアル　プロ合格
- 9月8日　JPSAさわかみチャレンジシリーズ第2ラウンドを1位通過
- 9月9日　 JPSAショートボード第3戦「さわかみチャレンジシリーズ 第25回茨城サーフィンクラシック さわかみ杯 -Challenge II-」※プロクラストライアルからの参戦で優勝
- 10月21日　JPSA第4戦ムラサキ鴨川オープン　3位入賞
- 11月18日　JPSA第5戦ALL JAPAN 田原プロ　3位入賞
- 11月19日　2021 JPSAショートボード女子グランドチャンピオン、2021 JPSAショートボード女子ルーキオブザイヤーのダブル受賞

### 2022年
- 3月19日 WSLアジアオープン チャレンジカップ U16 ガール 2位
- 3月19日 JAPAN OPEN of SURFING トライアル WOMENS 1位
- 3月22日 WSLアジアオープン WOMENS PRO JUNIOR 優勝
- 3月27日 WSLアジアオープン QS1000 WOMENS 5位
- 3月30日 JAPAN OPEN of SURFING WOMENS 5位
- 4月6日 JPSAさわかみ一宮プロ　WOMENS 5位
- 4月17日 NSAジュニアオープンサーフィン選手権 ガールズ 2位
- 4月22日 ISA世界ジュニア選手権 U18 GIRLS 日本代表内定
- 4月23日 JASA NEXT GENERATION AWARDS／SURFING 受賞
- 5月27日 - 6月5日 ISAワールドジュニアサーフィンチャンピオンシップU18GIRL 19位、団体6位
- 6月11日 - 17日 WSL KRUI PRO WWQS5000 17位、WOMENS PRO JUNIOR 5位
- 6月22日 - 28日 WSL NIAS PRO WWQS5000 3位、WOMENS PRO JUNIOR 1位